# ريكسبورغ (أيداهو)
ريكسبورغ، أيداهو
هي مدينة في ولاية أيداهو الأمريكية. توجد في ريكسبورغ جامعة بريغام يونغ، أيداهو التي فيها حوالي 11,800 طالب.

## التركيبة السكانية
قام مكتب تعداد الولايات المتحدة بتحديد بيانات التركيبة السكانية لريكسبورغ في تعداد الولايات المتحدة. في ما يلي، التركيبة السكانية حسب تعدادي 2000 و2010.

### تعداد عام 2000
بلغ عدد سكان ريكسبورغ 17,257 نسمة بحسب تعداد عام 2000، وبلغ عدد الأسر 4,274 أسرة وعدد العائلات 2,393 عائلة مقيمة في المدينة.
وتوزع التركيب العرقي للمدينة بنسبة 95.20% من البيض و0.31% من الأمريكيين الأصليين و0.66% من الأمريكيين ذوي الأصول الآسيوية و0.28% من سكان جزر المحيط الهادئ و0.30% من الأمريكيين الأفارقة و1.03% من عرقين مختلطين أو أكثر.
بلغ عدد الأسر 4,274 أسرة كانت نسبة 30.5% منها لديها أطفال تحت سن الثامنة عشر تعيش معهم، وبلغت نسبة الأزواج القاطنين مع بعضهم البعض 47.7% من أصل المجموع الكلي للأسر، ونسبة 5.9% من الأسر كان لديها معيلات من الإناث دون وجود شريك، وكانت نسبة 44.0% من غير العائلات. تألفت نسبة 12.7% من أصل جميع الأسر من أفراد ونسبة 5.5% كانوا يعيش معهم شخص وحيد يبلغ من العمر 65 عاماً فما فوق. وبلغ متوسط حجم الأسرة المعيشية 3.45، أما متوسط حجم العائلات فبلغ 3.71.
بلغ العمر الوسطي للسكان 20 عاماً. وكانت نسبة 18.3% من القاطنين تحت سن الثامنة عشر، وكانت نسبة 57.3% بين الثامنة عشر والأربعة وعشرون عاماً، ونسبة 11.9% كانت واقعةً في الفئة العمرية ما بين الخامسة والعشرين حتى الرابعة والأربعين عاماً، ونسبة 7.5% كانت ما بين الخامسة والأربعين حتى الرابعة والستين، ونسبة 4.9% كانت ضمن فئة الخامسة والستين عاماً فما فوق. يوجد لكل 100 أنثى 82.4 ذكر، ويوجد لكل 100 أنثى في الثامنة عشر من عمرها فما فوق 77.0 ذكر.
بلغ متوسط دخل الأسرة في المدينة 26,965 دولار، أما متوسط دخل العائلة فبلغ 36,047 دولار. وكان متوسط دخل الذكور 27,280 دولار مقابل 17,592 دولار للإناث. وسجل دخل الفرد الخاص بالمدينة 9,173 دولار. وكانت نسبة 13.2% من العائلات ونسبة 44.4% من السكان تحت خط الفقر، وكان من هؤلاء نسبة 11.7% تحت سن الثامنة عشر ونسبة 12.3% في الخامسة والستين من العمر وما فوق.

### تعداد عام 2010
بلغ عدد سكان ريكسبورغ 25,484 نسمة بحسب تعداد عام 2010، وبلغ عدد الأسر 7,179 أسرة وعدد العائلات 4,925 عائلة مقيمة في المدينة. في حين سجلت الكثافة السكانية 2,611.1 نسمة لكل ميل مربع (1,008.2/كم2). وبلغ عدد الوحدات السكنية 7,617 وحدة بمتوسط كثافة قدره 780.4 لكل ميل مربع (301.3/كم2).
وتوزع التركيب العرقي للمدينة بنسبة 93.8% من البيض و0.2% من الأمريكيين الأصليين و1.2% من الأمريكيين ذوي الأصول الآسيوية و0.2% من سكان جزر المحيط الهادئ و0.6% من الأمريكيين الأفارقة و1.7% من عرقين مختلطين أو أكثر.
بلغ عدد الأسر 7,179 أسرة كانت نسبة 33.8% منها لديها أطفال تحت سن الثامنة عشر تعيش معهم، وبلغت نسبة الأزواج القاطنين مع بعضهم البعض 62.6% من أصل المجموع الكلي للأسر، ونسبة 4.4% من الأسر كان لديها معيلات من الإناث دون وجود شريك، بينما كانت نسبة 1.6% من الأسر لديها معيلون من الذكور دون وجود شريكة وكانت نسبة 31.4% من غير العائلات. تألفت نسبة 9.2% من أصل جميع الأسر من أفراد ونسبة 3.5% كانوا يعيش معهم شخص وحيد يبلغ من العمر 65 عاماً فما فوق. وبلغ متوسط حجم الأسرة المعيشية 3.17، أما متوسط حجم العائلات فبلغ 3.41.
بلغ العمر الوسطي للسكان 22.3 عاماً. وكانت نسبة 20.4% من القاطنين تحت سن الثامنة عشر، وكانت نسبة 49.2% بين الثامنة عشر والأربعة وعشرون عاماً، ونسبة 19.9% كانت واقعةً في الفئة العمرية ما بين الخامسة والعشرين حتى الرابعة والأربعين عاماً، ونسبة 7% كانت ما بين الخامسة والأربعين حتى الرابعة والستين، ونسبة 3.7% كانت ضمن فئة الخامسة والستين عاماً فما فوق. وتوزع التركيب الجنسي للسكان بنسبة 47.3% ذكور و52.7% إناث.

## مواقع خارجية
موقع جامعة بريغام يونغ، أيداهو الرئيسي.